# Włóki (Niemce)
Włóki – część wsi Niemce w Polsce położona w województwie lubelskim, w powiecie lubelskim, w gminie Niemce.
W latach 1975–1998 Włóki administracyjnie należały do województwa lubelskiego.
Wierni Kościoła rzymskokatolickiego należą do parafii św. Ignacego Loyoli i św. Piotra i Pawła w Niemcach.